# Mya-Lecia Naylor
Mya-Lecia Naylor (* 6. November 2002 in Warwickshire, West Midlands, England; † 7. April 2019 in Croydon, London) war eine britische Schauspielerin.

## Leben
Naylors erste Fernsehrolle war im Jahr 2004 in Absolutely Fabulous in der Rolle als Jane. 
Laut ihres Managements starb Naylor am 7. April 2019 im Alter von 16 Jahren durch Suizid.

## Filmografie
- 2004: Absolutely Fabulous
- 2011: Cartoonito Tales
- 2011: Tati's Hotel
- 2012: The Last Weekend
- 2012: Cloud Atlas
- 2013: Code Red
- 2014: Index Zero
- 2014–2018: Millie Inbetween
- 2019: Almost Never
- 2019: Saturday Mash-Up